# Курліков Борис Семенович
Бори́с Семе́нович Курліко́в (11 лютого 1918, Хотин — 2009) — український живописець, майстер пейзажу. Член Національної спілки майстрів народного мистецтва України. Заслужений майстер народної творчості України (2002).

## Біографія

### Родовід
Дід художника Євген Курліков походив із кріпаків Псковської губернії. Його купив поміщик із Хотина, оскільки Євген був неабияким механіком, а панові, який володів паровим млином, такі робітники були вкрай потрібні. У Хотині Євген одружився з місцевою дівчиною. Вони виховали чотирьох дітей. Один із трьох синів — Семен — був батьком майбутнього художника.

### Дитинство
Борис Семенович Курліков народився 11 лютого 1918 року в Хотині. Рано осиротів: коли мав 12 років, померла мати. Батько був мулярем, але, за словами художника, спивався. Він знайшов собі іншу жінку, а тітка Агафія, татова сестра, віддала Бориса до сусіда пасти худобу за харчі. Довелося Борисові також носити воду багатіям, колоти дрова, мити підлоги.
Борис закінчив два класи початкової школи. Найбільше йому запам'ятався перший урок малювання в першому класі. Згадує художник: «Учителька принесла півня, румунською „кокоша“, й сказала, щоб ми намалювали його. Я взяв у сусідки фарби і намалював. Вийшов, як живий. Мене похвалили, і тоді я вперше зрозумів, що малярство мені до душі».
Щоб якось вижити, Борис влаштувався підсобним робітником до ресторану «Літній сад». Тут крутив морозиво, носив дрова, палив пічки й прибирав. Тут і ночував. Платили 250 леїв (як зазначає художник, «треба було працювати три місяці, щоби купити собі юхтові чоботи»). Перебув тут два роки й втік, бо вдарив дверима чоловіка власниці ресторану.
Далі через знайомого кухаря Борис влаштувався в ресторан «Чорний орел». При ньому було казино. Тут навчився різних азартних ігор, а коли мав вільний час, малював на білому папері з порожніх пачок з-під сигарет. Якось на буфетному столі намалював місцевого шулера. Хазяїн, колишній офіцер, запитав, хто це зробив. Довідавшись, що Борис, сказав: «Хлопче, та ти ж художник, тобі вчитися треба!»

### Уроки малювання
Власник казино після тієї розмови познайомив Бориса з учителем малювання Степаном Петренком, який викладав цей предмет у ліцеї. «Добра була і талановита людина, — згадує Борис Семенович. — Вчився він у Києві у відомих художників. Запросив мене до себе додому, дав фарби і папір. Побачивши мої малюнки, відразу зарахував до гуртка обдарованих дітей, з якими займався: нас було 18 учнів. Пам'ятаю, що тоді перемалював листівку, яку зберігаю досі. Коли прийшов додому і розповів тітці про відвідини вчителя, вона заломила руки, мовляв, за заняття треба платити, а в нас грошей нема. Але вчитель про оплату не згадував і навіть наказав служниці готувати обід на трьох осіб: собі, мені і їй. Його дружини з дітьми тоді не було — поїхали кудись на курорт. Одне слово, протягом літа я став першим учнем Петренка».
Упродовж того літа 1934 року Борис Курліков намалював понад 300 робіт. Це були переважно копії з картин відомих російських художників Івана Шишкіна, Ісака Левітана, Іллі Рєпіна. Пробував хлопець відтворити на полотні й навколишню природу. 1937 року відбулася перша художня виставка гуртківців. Найбільше картин — 88 — подав саме Курліков. За реалізовані твори юний художник отримав 271 лей. Збереглося фото тих часів: біля портрета Тараса Шевченка, натюрмортів «Квіти» та «Фрукти» стоїть убого вдягнутий Борис і всміхається.
Курліков займався в Петренка до 1938 року. Займався б і далі, але окупаційна влада перевела Петренка з Хотина кудись до Румунії.
Після того, як вчителя перевели до Румунії, голова хотинської культурної спілки Іон Бордеану запропонував Борисові йти навчатися до художньої майстерні при монастирі у Бєльцях. «Я не захотів, — розповідає художник, — бо там панували суворі закони. До армії теж не хотілося. Товаришував тоді із сусідом Сергієм Біликом. Я не знав тоді, що він був прихованим комуністом. Сігуранца розсекретила його, коли Сергій був в армії, але ще до того він розповідав мені, що за Дністром краще живеться».

### Арешт та ув'язнення
Сергій Білик і Борис Курліков надумали тікати до СРСР. Уночі 28 червня 1939 року вони переплили Дністер. У Кам'янці-Подільському радянські прикордонники арештували хлопців, підстригли наголо, сфотографували. Цілодобово не давали спати, водили на допити, били. Вважали, що Сергій і Борис румунські шпигуни. Так тривало півроку — у Києві, Прилуках, Одесі, Харкові.
Потім Бориса засудили до трьох років виправних таборів за незаконний перехід кордону. Де подівся Сергій, Борис досі не знає, думає, що його, очевидно, розстріляли.
Борис Курліков відбував покарання у Свердловській області, на лісорозробках. Як згадує художник, «рубали дерева, норма непосильна, та ще й треба було носити на станцію». 1942 року термін закінчився, але на волю Курлікова не випустили. Як сказав енкаведист: «Ти румунський підданий, а ця країна з нами воює, тому сидітимеш до кінця війни».
Борис із шматочків паперу, що дивом потрапляли за колючий дріт, зумів змайструвати «захалявну книжечку», до якої замальовував портрети друзів-табірників. Коли про неї довідались охоронці, лютували неймовірно, погрожували навіть накинути строк. Але відбувся багатоденним карцером.
Коли Друга світова війна закінчилася, Курлікова затримали «до особого розпорядження». І хоча перевели в табір інтернованих, режим утримання не змінився. Тільки в травні 1947 року Борис Курліков вийшов на свободу.

### Становлення художника
Коли Борис Курліков приїхав додому, то не міг влаштуватися на роботу, оскільки був «під ковпаком» відповідних органів. Але знайшлася людина, яка не побоялася взяти його під свою опіку. Розповідає художник: «У таборі на дорогу мені дали 500 рублів і три буханки хліба. Ці припаси швидко закінчилися. Згідно з розпорядженням, я не мав права проживати десь інде, крім Хотина. А взяв мене на роботу мій старший приятель і друг Іван Пастух, який працював директором ткацької артілі. Я малював вивіски, плакати, наносив малюнки на килими. Малюнки, де були хрести і синьо-жовті кольори, бракували. В артілі працював п'ять років. Пізніше — в кооперативному товаристві художників і художньому фонді».
1954 року Борис Курліков із відзнакою закінчив Московський народний університет культури і став працювати художником-оформлювачем у Хотинській художній майстерні. Понад 25 років пропрацював художником Чернівецького художнього фонду.
1973 року Курлікова повністю реабілітували. В документі, що надійшов з Генеральної прокуратури, було зазначено, що в діях Бориса Курлікова немає складу злочину.
До Спілки художників України Курлікова не приймали, постійно висуваючи якісь формальні аргументи, картини ж через художній салон не давали можливості продавати, бо «не член спілки». До участі у місцевих виставках запрошували вряди-годи. Хоча й знали, що в мистецьких колах Москви ім'я Бориса Курлікова важить багато, що, беручи участь в столичних вернісажах, він неодноразово здобував золоті медалі й лауреатські дипломи.
Тільки в роки незалежності України до Бориса Семеновича прийшло визнання й на рідній землі. Зокрема, його прийняли до Національної спілки майстрів народного мистецтва України.
19 вересня 2002 року Указом Президента України Леоніда Кучми Борисові Курлікову «за вагомий особистий внесок у соціально-економічний розвиток міста Хотина, багаторічну сумлінну працю» надано почесне звання «Заслужений майстер народної творчості України».
Помер 2009 року.

## Творчість

Борис Курліков. Полонини

Головний напрямок творчості Бориса Курлікова — пейзаж. Він автор понад 3000 живописних полотен. Про свою творчість художник розповідає так: «Малював багато різного, але найбільше люблю пейзажі, майже всі Карпати обходив. Дехто з колег насміхався з мене, мовляв, хочеш Шишкіна перескочити. Малював хатки під соломою, інший народний побут, а мені казали малювати колгоспне життя, виробництво».
1996 року відбулася велика виставка картин Бориса Курлікова в Каунасі. Чимало робіт художника зберігається в приватних колекціях багатьох країн світу. 1984 року Курліков подарував 41 картину рідному місту.
2008 року відбулися ювілейні виставки, присвячені 90-річчю художника: 1 лютого така виставка відкрилася в Чернівцях, 6 березня — в Кам'янці-Подільському.